# IMAM Ro.51
IMAM Ro.51
- 用途：戦闘機
- 設計者：ジョヴァンニ・ガラッソ（Giovanni Galasso）
- 製造者：IMAM
- 初飛行：1937年
- 生産数：2機
- 運用状況：試作のみ

IMAM Ro.51は、1937年に初飛行を行ったイタリアの戦闘機である。本機は実質的にイタリアの主要な航空機メーカー全てが参加した1936年に行われたイタリア空軍の新戦闘機の競作に向けて設計された。

## 設計
ジョヴァンニ・ガラッソが設計した本機は、木金混合構造（主翼は木製）の単座単葉戦闘機であり、当初は固定式の降着装置を備えていた。
エンジンはこの世代の戦闘機標準の出力840 hpのフィアット A.74 R.C.38 星型エンジンを装備し、3枚ブレードのプロペラを駆動していた。
固定式降着装置のために最高速度は僅か467 km/hであり、武装は2丁の12.7 mm ブレダSAFAT機関銃であった。

## 開発
当初は極小さな尾翼を取り付けた試作初号機は、1938年6月にテストにかけられマッキ C.200やフィアット G.50に性能的に見劣りすることが判明した。全体的に低性能な本機は試験的に再設計された主翼を取り付けられたが、時期的に遅く発注を得ることはできなかった。
試作2号機のRo.51/1は、Ro.44の様に胴体下に大きな中央フロートと左右の主翼下に小さなフロートを備える水上戦闘機に改装された。最高速度は430 km/hに低下したが、航続距離は1,200 kmに増加した。
不運なことにテスト中に片翼が突如として海中に没し、直ぐに機体全体が沈んだ。この試作機の喪失が開発計画の終了となった。
性能は比較的良好であったらしいが、開発計画は全体的には失敗であった。特に初期の局面でフォッカー D.XXIとの違いがさしてなかったとしても本機は失敗作であった。その他多くの性能で勝る競合機種も問題を抱えてはいたが、Ro.51が選択肢となることは無かった。

## 要目
(Ro.51 first prototype) The Complete Book of Fighters  
- 乗員：1名
- 全長：7.46 m (24 ft 5¾ in)
- 全幅：9.78 m (32 ft 1 in)
- 全高：2.71 m (8 ft 10⅞ in)
- 翼面積：16.4 m² [2] (176 ft²)
- 空虚重量：1,663 kg (3,666 lb)
- 全備重量：2,092 kg (4,612 lb)
- エンジン：1 × フィアット A.74 R.C.38 星型エンジン、618 kW (828 hp)
- 最大速度：489 km/h at 4,500 m (264 knots, 304 mph)
- 巡航速度：444 km/h [2] (240 knots, 276 mph)
- 巡航高度：8,200 m [2] (26,900 ft)
- 航続距離：1,200 km [2] (648 nm, 745 mi)
- 上昇率：6,000 m (19,700 ft): 7 minutes

- 武装：
  - 2 × 12.7 mm ブレダSAFAT機関銃